# Супергероините на DC: Контролирано съзнание
„Супергероините на DC: Контролирано съзнание“ (на английски: Lego DC Super Hero Girls: Brain Drain) е американска компютърна анимация от 2017 г., базирана на поредицата DC Super Hero Girls, продуцирана от „Уорнър Брос Анимейшън“. Това е третият филм от поредицата DC Super Hero Girls, както и първият филм, който е базиран в марката на „Лего“. Пуснат е дигитално на 25 юли 2017 г. и е последван от DVD издание на 8 август 2017 г. Филмът е излъчен премиерно по „Картун Нетуърк“ в САЩ на 19 ноември 2017 г.

## Актьорски състав
- Ивет Никол Браун – Директор Аманда Уолър
- Грег Сайпс – Зверчето
- Рони Деймс – Лина Лутор
- Джон Димаджо – Горила Грод
- Тийла Дън – Пчеличка
- Анаис Феъруедър – Супергърл
- Грей Делайл – Жената-чудо / Лоис Лейн
- Дженифър Хейл – Биг Барда / Лудата Хариет
- Джош Кийтън – Светкавицата
- Том Кени – Джеймс Гордън
- Рейчъл Макфарлън – Артемиз
- Мона Маршъл – Еклипсо
- Мередит Селинджър – Лашина
- Ашлин Селич – Батгърл
- Стефани Шех – Катана
- Тара Стронг – Харли Куин

## В България
В България филмът е излъчен на 11 юни 2022 г. по „Картун Нетуърк“, записан с нахсинхронен дублаж в студио „Про Филмс“. Той е преведен като „DC Суперхироу Гърлс: Контролирано съзнание“.